# 崑山省
崑山省（越南语：／）是越南共和国從1956年到1965年期間的省份，現隸屬巴地頭頓省。
1956年10月22日，越南共和國總統吳廷琰簽署第143號總統敕令，重新劃分南分省份。其中崑崙群岛作為遠離越南海岸線的一個群島，單獨劃為崑山省。該省不設郡級和社級政區，直接管理村落。
1965年4月24日，越南共和國政府撤銷崑山省，崑山群島改由越南共和國內務部直接管轄。內務部任命一名行政特派員管理崑山群岛。